# Arnold Jirásek
Arnold Jirásek (3. července 1887 Praha – 28. července 1960 tamtéž) byl český lékař, chirurg a pedagog. Zabýval se chirurgií v celém jejím rozsahu, ovlivnil zejména vývoj břišní chirurgie, chirurgie sportovních poranění, léčení zlomenin a byl průkopníkem české neurochirurgie. Věnoval se i organizaci ošetřovatelství a zdravotnictví, popularizaci a historii medicíny.

## Život
Jeho otec Alois Jirásek, který byl vzdáleně spřízněný se spisovatelem Aloisem Jiráskem, pocházel ze Zbečníku u Hronova a po příchodu do Prahy si založil krupařství na Starém Městě. Po maturitě na gymnáziu (1905) Arnold studoval na lékařské fakultě UK, kterou absolvoval v roce 1910. Několik měsíců byl externím lékařem na klinice vnitřních chorob u profesora Thomayera. Po absolvování vojenské služby nastoupil v květnu 1912 na kliniku profesora Kukuly. Zúčastnil se balkánských válek jako člen pomocné výpravy českých lékařů v Černé Hoře  a Srbsku. Během první světové války působil jako chirurg na ruské a italské frontě. Od 1919  pracoval na I. chirurgické klinice lékařské fakulty UK v Praze, kde se zaměřil především na břišní chirurgii. V roce 1923 se habilitoval ze všeobecné a speciální patologie a terapie nemocí chirurgických.

Po smrti profesora Kukuly byl v roce 1926 jmenován  přednostou I. chirurgické kliniky a zároveň řádným profesorem na Karlově univerzitě. V následujících letech se pod jeho vedením klinika stala moderním pracovištěm evropské úrovně. Kromě práce na klinice se  Jirásek věnoval pedagogické činnosti  a napsal  několik vědeckých článků a publikací. Od roku 1935 byl  přednostou Ústavu pro válečnou chirurgii, o jehož založení se významně zasloužil. Byl členem Mezinárodní chirurgické společnosti, účastnil se mnoha domácích i zahraničních lékařských kongresů. V letech 1938 a 1947 byl na pozvání Rockefellerovy nadace ve Spojených státech amerických. Od poloviny třicátých let působil jako vedoucí lékařské sekce  Společnosti pro hospodářské a kulturní styky s SSSR. Byl také prezidentem Lékařské komory pro Čechy, zakladatelem a hlavním redaktorem časopisu Rozhledy v chirurgii.

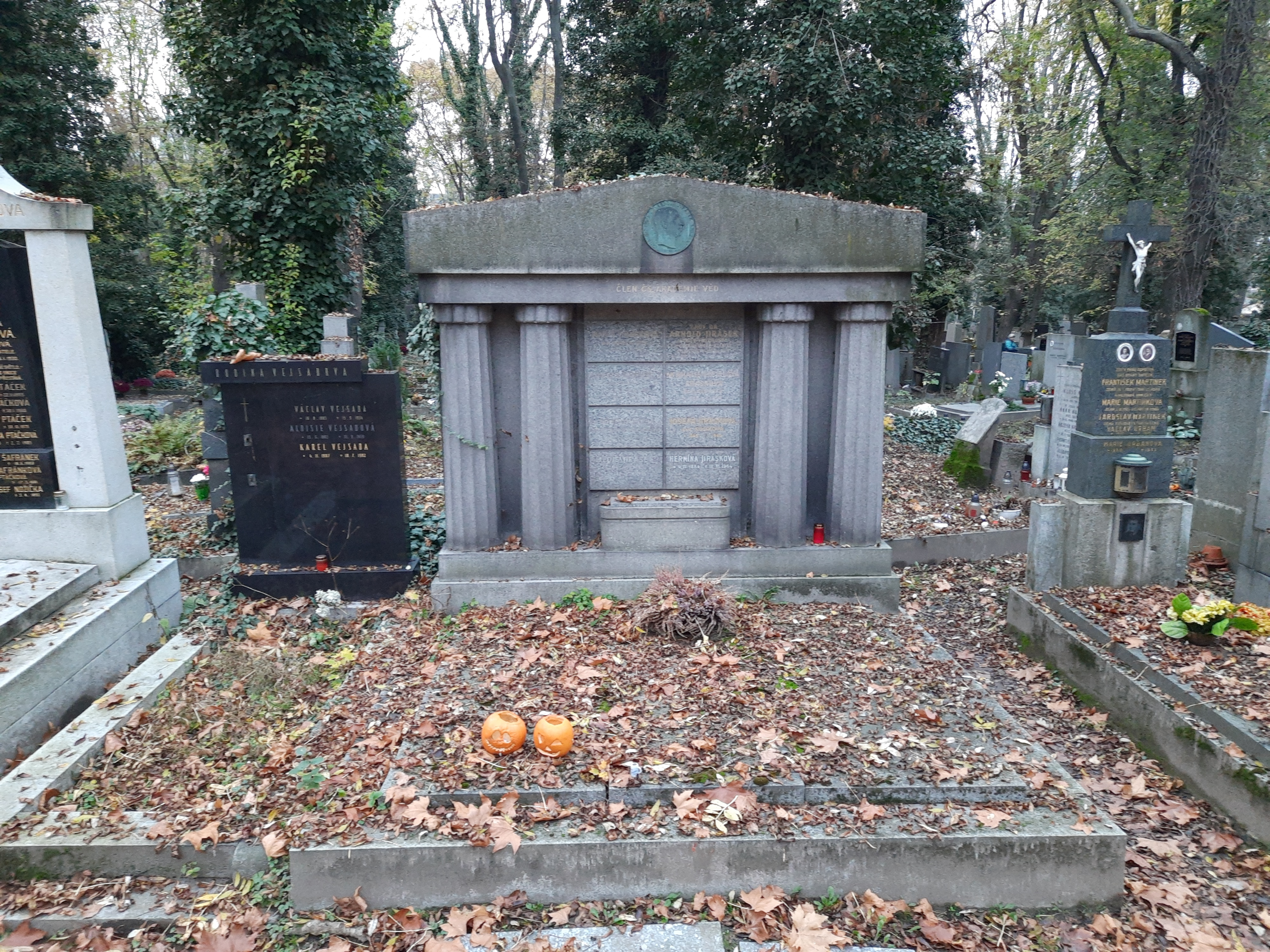
Hrobka rodiny Jiráskovy na Olšanských hřbitovech

Jeho soukromý život byl dlouhá léta pod vlivem matky, která mu bránila oženit se. Teprve v roce 1939 se tajně oženil s oční lékařkou Amálií Kreidlovou. Jejich manželství bylo šťastné, ale bezdětné. Měl velmi rád hudbu a byl výborným klavíristou. Byl dlouholetým předsedou Heroldova klubu, spolku pro amatérské pěstování komorní hudby.
Na jeho klinice byl  28. října 1939 operován Jan Opletal, zasažený střelou z revolveru do břicha na protinacistické demonstraci. Po okupaci Československa musela být klinika vyklizena a  předána Němcům, ale profesor Jirásek dál organizoval lékařskou péči v provizorních podmínkách v divizní nemocnici.
14. května 1945 navštívil ministr národní obrany raněné bojovníky z barikád v nemocnici na Karlově náměstí a také ve Vinohradské nemocnici. Byl mezi nimi i doktor Arnold Jirásek, profesor I. chirurgické kliniky na Karlově náměstí, který převzal čs. válečný kříž.
Od roku 1951 vedl chirurgickou katedru Lékařské fakulty UK. O pět let později se stal ředitelem laboratoře pro chirurgickou patologickou fyziologii ČSAV. V roce 1954 byl jmenován akademikem ČSAV. Působil v řadě domácích i zahraničních institucí a společností. 
Zemřel roku 1960 v Praze po operaci žlučníku. Pohřben byl v rodinné hrobce na Olšanských hřbitovech.

## Vyznamenání
- Československý válečný kříž 1939, 1945

## Dílo
Profesor Jirásek napsal více než 200 vědeckých prací a učebních textů a 10 knih. Jeho literární činnost zahrnuje také životopisy, kritické studie, populární přednášky a příležitostné články.  Mnohé Jiráskovy práce jsou ceněny i v zahraničí, zvláště pak jeho práce o léčbě mozkových nádorů (1929), diagnostice a léčbě nádorů míšních (1932).
- Chirurg mluví k svému nemocnému (1936, Praha, Radiojournal)
- Hnisavá onemocnění prstů a ruky (vybraných statí z podrobné chirurgie, svazek první) (1940, Praha, Melantrich)
- Poranění  měkkého kolena (1945, Melantrich)
- Hnisavá onemocnění prstů a ruky (1949, Praha, Melantrich)
- Eduard Albert: Pokus o kroniku a rozbor života, práce i významu E. Alberta, učiněný ke stému výročí jeho narození (20. ledna 1941)(1946, Praha, Čsl. chirurgická společnost)
- Doplněk k učebnici speciální chirurgie (1952, Praha, SZdN-Státní zdravotnické nakladatelství)
- Česká a slovenská chirurgie v letech 1898-1945 (1956, Praha, SZdN)
- Náhlá střevní neprůchodnost (1956, SZdN)
- Chirurgie bolesti (1961, Praha, ČSAV)